# Gorlett
Gorlett (nom d'artiste de Joseph Auguste Fabre), né le 13 juin 1898 à Pélissanne dans les Bouches-du-Rhône et mort le 27 janvier 1963 à Salon-de-Provence, est un acteur et chanteur français. marié à Marthe, Eugénie, Marie Renaud sans enfant, il habitait "la Pétoulette" d'où le nom d'une chanson nouvelle)

## Biographie
Gorlett, ancien employé du Gaz de France , fait ses débuts dans des orchestres amateurs, où il raconte des histoires marseillaises. Après la Première Guerre mondiale, il se produit avec Darcelys. Après 1932, il joue dans des opérettes marseillaises et se lance dans le cinéma, il tournera une dizaine de films. Il était surnommé « le Charlot marseillais » en raison de sa petite moustache.sa silhouette était légendaire à Marseille, où ses passages à l'Alcazar connaissaient un grand succès.
ami de Robert Trébor de Réda Caire qui ont assisté à son inhumation dans le cimetière ancien de Pélissanne source journal gardé de son enterrement) de Mireille Ponsard de Fernand Sardou d'audiffred d'Albert Préjean détention de programmes le port du soleil, avec liste des acteurs) tous venus à la Pétoulette sa maison de Pélissanne 

## Filmographie
- 1932 : Bouillabaisse de Roger Lion - (court-métrage)
- 1934 : Au pays du soleil de Robert Péguy - Le gars du milieu
- 1935 : Arènes joyeuses de Karl Anton -
- 1936 : Le Fantôme de Pierre Schwab - (court-métrage)
- 1938 : Au soleil de Marseille de Pierre-Jean Ducis - Fenouil
- 1939 : Vous seule que j'aime de Henri Fescourt - Jimmy
- 1940 : Marseille mes amours de Jacques Daniel-Norman - Pétoulet Pésenas
- 1941 : Saturnin de Marseille de Yvan Noé - Saturnin
- 1946 : Au pays des cigales de Maurice Cam

## Publication
- 1948 : Histoires frottées d'ail, les meilleures histoires marseillaises de Gorlett, recueillies par Max Vière